# 급진중도
급진중도는 급진적 중도, 급진 중도, 급진 중간 등으로도 불리며, 20세기 후반 서방 세계에서 등장한 개념이다. 이 용어에서 '급진'이라는 말은 대부분의 급진중도주의자들이 제도 개혁을 근본적으로 요구하려는 의지를 의미한다. '중도주의'는 진정한 해결책이 단순히 이상주의나 감성이 아니라 실재론과 실용주의를 필요로 한다는 믿음을 의미한다.
어떤 급진중도주의 문헌에서는 급진중도주의를 "환상이 없는 이상주의"라고 정의하는데, 이는 원래 존 F. 케네디의 말이다. 급진중도주의자들은 좌익과 우익의 아이디어를 차용하여 종종 융합한다. 대부분은 사회 문제에 대한 시장 경제 기반의 해결책을 지지하며, 공익을 위한 강력한 정부 감독을 강조한다. 개발도상국에서 글로벌 참여 확대와 중산층 성장을 지지한다. 미국에서 많은 급진중도주의자들은 주요 정당 내에서 활동하며, 독립 또는 제3당 이니셔티브 및 후보를 지지한다.
급진중도주의에 대한 일반적인 비판 중 하나는 그 정책들이 기존 중도주의 정책들과 미미한 차이밖에 없다는 것이다. 일부 관찰자들은 급진중도주의를 양극화된 사람들과 집단들 사이에서 대화와 신선한 사고를 촉진하는 과정으로 주로 본다.

## 영향 및 전조
급진중도주의 정치 철학에 영향을 미친 요인 중 일부는 직접적으로 정치적이지 않다. 급진중도주의적 관심을 가진 철학자 로버트 C. 솔로몬은 균형, 화해 또는 종합을 지지하는 여러 철학적 개념을 지적하는데, 여기에는 공자의 인 개념, 아리스토텔레스의 중용 개념, 데시데리우스 에라스무스와 미셸 드 몽테뉴의 인본주의, 잠바티스타 비코의 역사에 대한 진화적 비전, 윌리엄 제임스와 존 듀이의 실용주의, 그리고 아우로빈도 고시의 반대 통합 등이 있다.

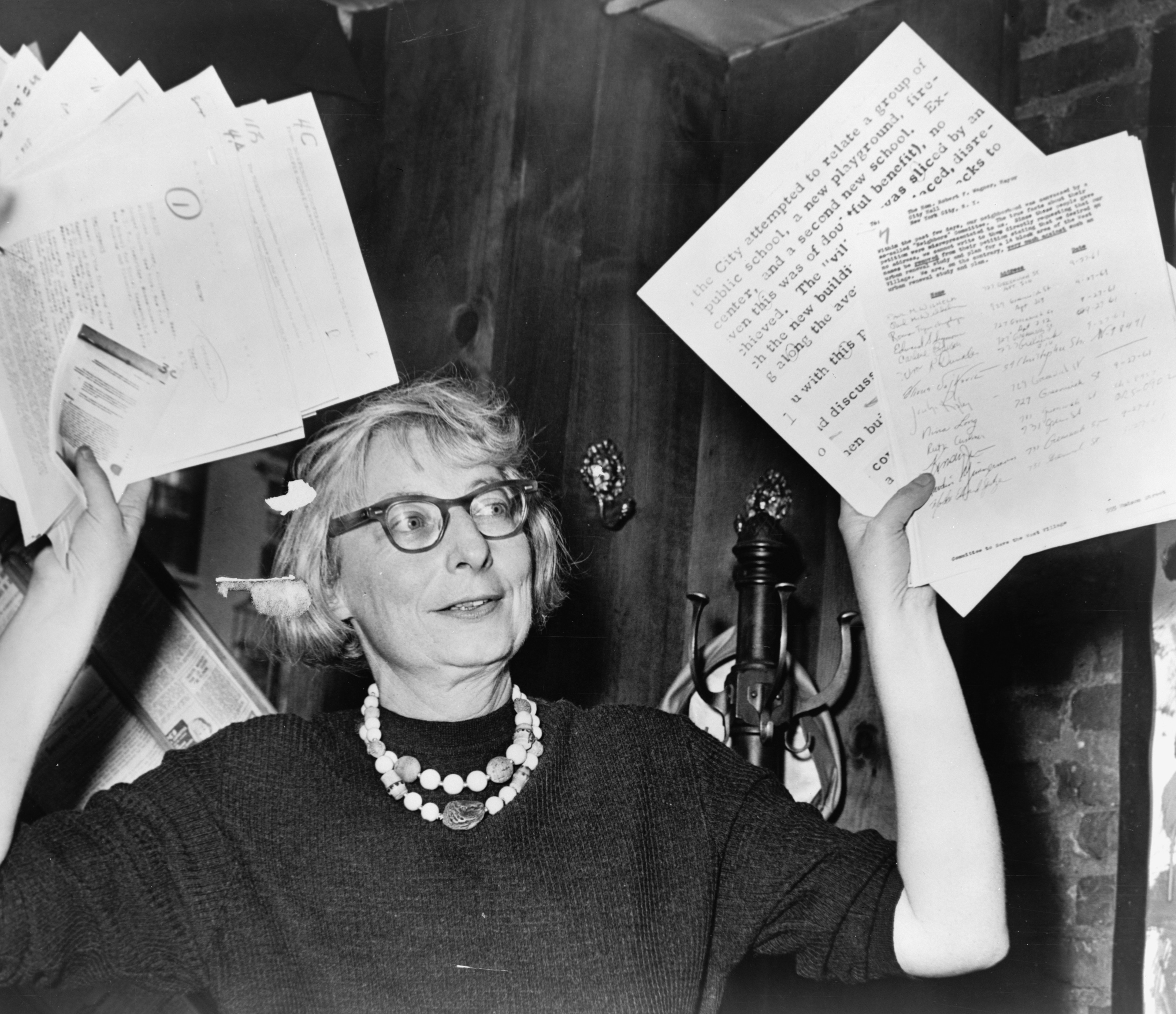
도시 이론가이자 활동가인 제인 제이콥스 (1916–2006)는 "원시적 급진적 중도"로 묘사되었다.

그러나 가장 흔히 인용되는 영향과 전조는 정치 영역에서 나온다. 예를 들어, 영국의 급진중도주의 정치인 닉 클레그는 자신을 정치 이론가 존 스튜어트 밀, 전 자유당 총리 데이비드 로이드 조지, 경제학자 존 메이너드 케인스, 사회 개혁가 윌리엄 베버리지, 그리고 전 자유당 대표 조 그리몬드의 후계자로 여긴다. 19세기 언론인이자 정치 이론가인 헨리 조지가 그의 기념비적인 저서 진보와 빈곤으로 시작한 토지가치세 운동과 그 후의 지공주의 운동은 오랫동안 정치 스펙트럼의 모든 면에서 사상가와 활동가들을 끌어들였다. 존 애블런은 그의 저서 《독립 국가》(2004)에서 시어도어 루스벨트 대통령, 얼 워런 대법원장, 대니얼 패트릭 모이니핸 상원의원, 마거릿 체이스 스미스 상원의원, 에드워드 브룩 상원의원 등 21세기 미국 정치 중도주의의 전조들을 논한다. 급진중도주의 작가 마크 새틴은 공동체주의 사상가 아미타이 에치오니, 잡지 발행인 찰스 피터스, 경영 이론가 피터 드러커, 도시 계획 이론가 제인 제이콥스, 그리고 미래학자 앨빈 토플러 등 선거 영역 밖의 정치적 영향들을 지적한다. 새틴은 벤저민 프랭클린을 급진적 중도의 가장 좋아하는 건국의 아버지라고 부르는데, 그는 "비범하게 실용적"이고, "비범하게 창조적"이며, "싸우는 파벌들과 상처받은 자존심들이 그들의 차이를 초월하도록" 만들었기 때문이다.

## 20세기 후반의 기반

### 초기 정의
저널리스트 윌리엄 새파이어에 따르면, "급진적 중도"라는 문구는 《더 뉴요커》의 기고가인 레나타 애들러가 만들었다고 한다. 그녀는 두 번째 에세이집인 《급진적 중도를 향하여》(1969)의 서문에서 이 용어를 치유하는 급진주의로 제시했다. 애들러는 이 용어가 1960년대의 폭력적인 자세와 수사를 거부하고 "합리성, 품위, 번영, 인간 존엄성, [인간] 접촉"과 같은 "진부한" 가치를 옹호한다고 말했다. 그녀는 백인 노동계급과 애프리카계 미국인의 "화해"를 요구했다.
1970년대에 사회학자 도널드 I. 워렌은 급진적 중도주의를 거대 정부, 전국 언론, 학계뿐만 아니라 부유한 사람들과 약탈적인 기업들을 의심하는 "중산층 미국 급진주의자들"로 구성된 것으로 묘사했다. 그들은 민주당이나 공화당, 또는 조지 월리스와 같은 포퓰리스트에게 투표할 수도 있었지만, 정치적으로 고향이 없다고 느끼고 그들의 우려를 해결해 줄 지도자를 찾고 있었다.워렌의 책은 마이클 린드와 다른 21세기 급진적 중도주의자들에게 영향을 미쳤다.>

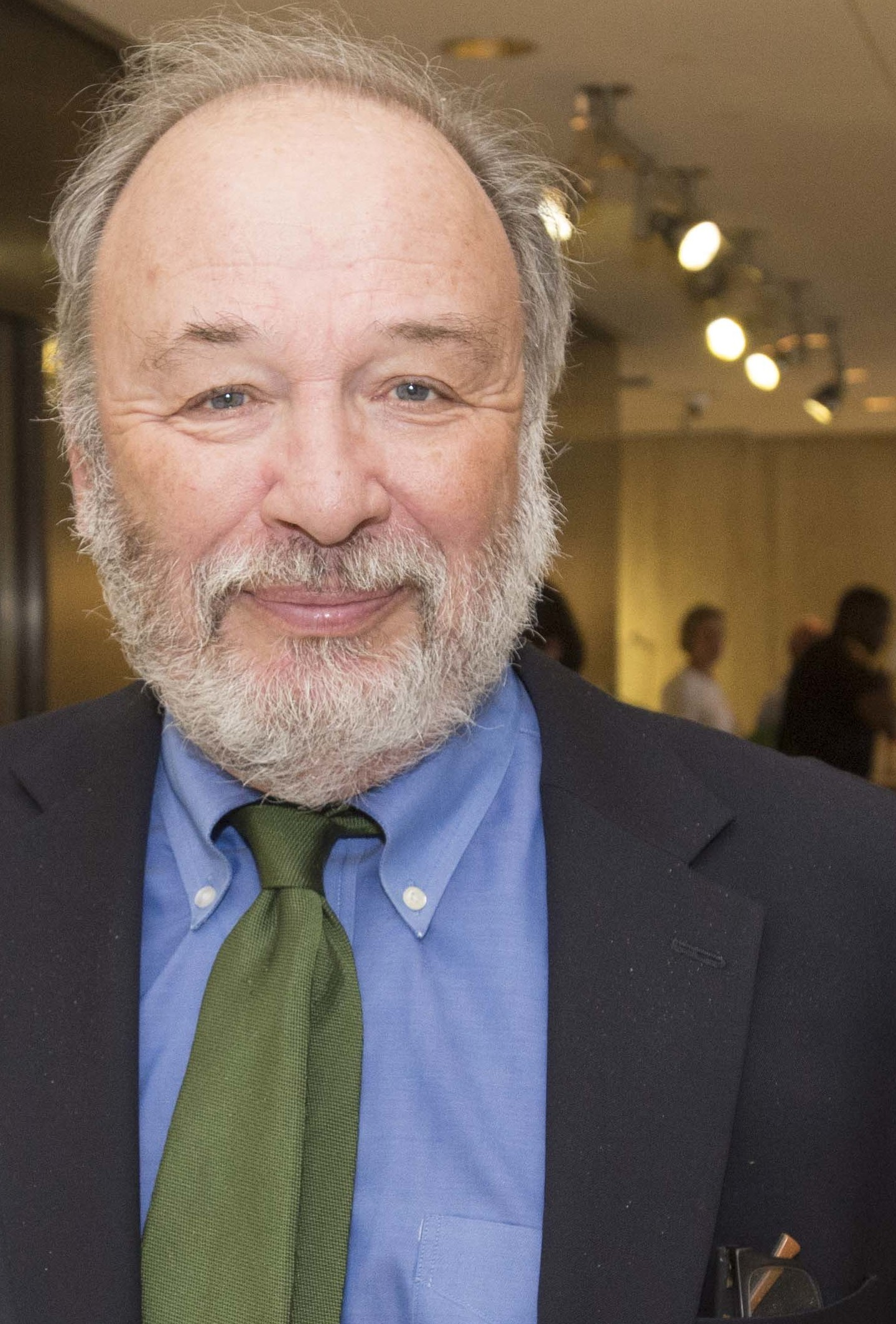
《뉴스위크》의 표지 기사 "급진적 중도 추적"을 쓴 조 클라인.

1980년대와 1990년대에 여러 저자들이 급진적 중도주의 개념에 대한 이해를 기여했다. 예를 들어, 미래학자 마릴린 페르구손은 "급진적 중도주의는 중립적이거나 중간에 위치한 것이 아니라 전체를 보는 관점"이라고 말하며 개념에 전체론적 차원을 더했다. 사회학자 앨런 울프는 정치 스펙트럼의 창의적인 부분을 중앙에 두었다: "좌우 극단은 그들이 어디에 서 있는지 알지만, 중심은 독창적이고 예상치 못한 것을 제공한다". 아프리카계 미국인 이론가 스탠리 크라우치는 스스로를 "급진적 실용주의자"라고 선언하여 많은 정치 사상가들을 놀라게 했다. 크라우치는 "나는 작동할 가능성이 가장 높고, 영감을 주면서도 비정서적이며, 잘못된 분열의 범주를 넘어 인종의 미끼를 넘어 추론하는 모든 것을 긍정한다"고 설명했다.
영향력 있는 1995년 뉴스위크 표지 기사 "급진적 중도 추적"에서 저널리스트 조 클라인은 급진적 중도주의자들을 기존 민주당원이나 공화당원보다 더 분노하고 좌절감을 느끼는 사람들이라고 묘사했다. 클라인은 그들이 네 가지 광범위한 목표를 공유한다고 말했다: 정치에서 돈을 없애고, 예산 균형을 맞추고, 시민적 품위를 회복하고, 정부를 더 잘 운영하는 방법을 알아내는 것. 그는 또한 그들의 우려가 "전통적인 자유주의와 보수주의 개념을 대체하려는 시도에 지나지 않는 중요한 지적 운동이 되고 있다"고 말했다.

### 제3의 길과의 관계
1998년 영국의 사회학자 앤서니 기든스는 급진적 중도주의가 제3의 길과 동의어라고 주장했다. 토니 블레어 전 영국 총리의 고문이었던 기든스와 많은 유럽 정치인들에게 제3의 길은 재구성된 형태의 사회민주주의이다.
일부 급진중도주의 사상가들은 급진중도주의와 제3의 길을 동일시하지 않는다. 영국에서는 많은 사람들이 자신을 사회민주주의자로 보지 않는다. 가장 눈에 띄는 것은 영국 급진중도주의 정치인 닉 클레그가 자신을 토니 블레어의 후계자로 여기지 않는다는 점을 분명히 했으며, 클레그의 오랜 고문인 리처드 리브스는 사회민주주의를 단호히 거부한다.
미국에서는 민주당 리더십 위원회와 다른 온건 민주당원들이 제3의 길이라는 용어를 채택했기 때문에 상황이 다르다. 그러나 대부분의 미국 급진중도주의자들도 이 용어를 피한다. 테드 핼스테드와 마이클 린드의 급진중도주의 정치 입문서에는 이 용어가 언급되어 있지 않으며, 린드는 나중에 조직화된 온건 민주당원들이 "중도우파"와 월가 편을 들었다고 비난했다. 급진중도주의자들은 그들이 "차이점[을] 나누는 것", "삼각측량", 그리고 일부가 "흐리멍덩한 중도"라고 부르는 것의 다른 관행들에 대해 실망감을 표했다.2010년, 급진적 중도주의자 마이클 린드는 "현재까지 버락 오바마 대통령은 흐리멍덩한 중도의 부드러운 목소리 대변자였다"고 말했다.>

## 21세기의 개요

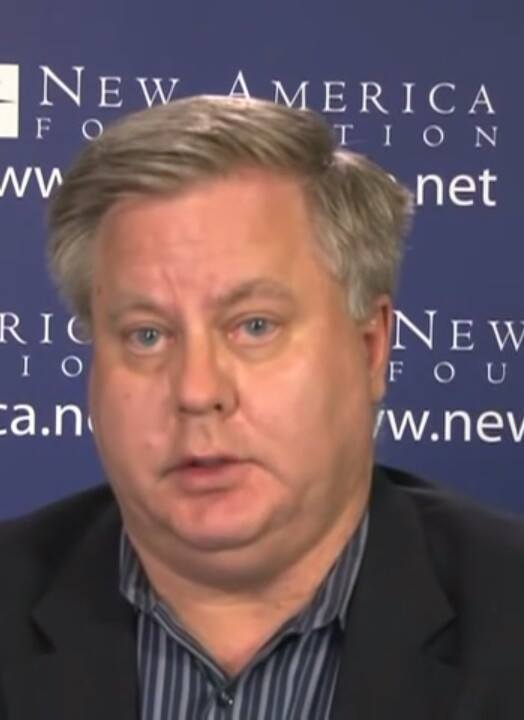
《급진적 중도: 미국 정치의 미래》의 공동 저자인 마이클 린드.

21세기 초에는 급진적 중도주의 정치에 대한 네 권의 입문서가 출판되었다: 테드 핼스테드와 마이클 린드의 《급진적 중도》(2001), 매슈 밀러의 《2퍼센트 해결책》(2003), 존 애블런의 《독립 국가》(2004), 그리고 마크 새틴의 《급진적 중도》(2004)이다. 이 책들은 급진적 중도주의 개념을 "신중한 제스처" 단계를 넘어 저널리즘적 관찰을 넘어 정치 철학으로 정의하려 시도했다.
저자들은 다양한 정치적 배경을 가지고 있었다: 애블런은 루돌프 줄리아니 뉴욕 공화당 시장의 연설문 작가였고, 밀러는 빌 클린턴 대통령의 예산실에서 근무하기 전에는 경영 컨설턴트였다. 린드는 해리 S. 트루먼 식의 "국민 자유주의"의 주창자였고, 핼스테드는 리디파이닝 프로그레스(Redefining Progress)라는 싱크탱크를 운영했으며, 새틴은 미국 녹색당의 기본 정치 선언문인 "10가지 핵심 가치"를 공동으로 작성했다. 그러나 X세대라는 공통점이 있다: 이 모든 저자들은 책이 출판될 당시 31세에서 41세 사이였다 (새틴은 거의 60세에 가까웠다).
네 권의 책이 한목소리를 내지는 않지만, 이 책들은 21세기 정치 철학으로서 급진적 중도주의의 틀을 설정하는 데 도움이 된 가정, 분석, 정책 및 전략을 표현한다:

### 가정
- 우리의 문제는 단순한 조정으로 해결될 수 없다. 많은 분야에서 실질적인 개혁이 필요하다.[57][58]
- 우리의 문제를 해결하는 데 막대한 새로운 자금 투입은 필요하지 않다.[59][60]
- 그러나 우리의 문제를 해결하려면 좌파와 우파, 그리고 다른 곳에서 발견될 수 있는 최선의 아이디어를 활용해야 한다.[2][61]
- 또한 창의적이고 독창적인 아이디어, 즉 고정관념을 깨는 사고가 필요하다.[62][63][64]
- 그러한 사고는 현실 세계나 인간 본성에 대한 절제된 이해와 분리될 수 없다. 이상주의와 현실주의의 혼합이 필요하다.[65] 존 애블런은 "현실주의 없는 이상주의는 무력하다"고 말한다. "이상주의 없는 현실주의는 공허하다".[2]

### 분석
- 북미와 서유럽은 정보화 시대 디지털 경제에 진입했으며, 아직 활용되지 않은 새로운 가능성을 가지고 있다.[66][67]
- 이 새로운 시대에, 사람들의 다수는 자유주의자도 보수주의자도 아닌 독립적인[68] 입장을 취하며, 더 적절한 방향으로 나아가고자 한다.[69]
- 그럼에도 불구하고, 주요 정당들은 다른 시대에 개발된 아이디어에 전념하며, 미래를 현실적으로 다루려 하거나 할 수 없다.[70][71]
- 정보화 시대의 대부분의 사람들은 자신의 삶에서 가질 수 있는 선택의 양을 극대화하기를 원한다.[72][73]
- 또한, 사람들은 그들이 진입하는 새로운 세상에서 성공할 공정한 기회를 달라고 주장한다.[73][74]

### 일반 정책
- 재정 책임에 대한 최우선적인 약속,[59] 비록 그것이 사회 프로그램의 자산 조사를 수반하더라도 말이다.[75][76]
- 국공립학교 교육 개혁에 대한 최우선적인 약속, 학구에 대한 지출 균등화,[77] 학교 선택권 제공,[78] 더 나은 교사 고용,[79] 또는 현재의 교장과 교사에게 권한 부여를 통해서든.[80]
- 건강 관리, 에너지, 환경 등에서 시장 경제 기반의 해결책에 대한 약속, 단, 해결책이 공동선을 위해 정부에 의해 신중하게 규제되는 한.[81][82] 매슈 밀러는 정책 목표가 "공공 목적을 위해 시장의 힘을 활용하는 것"이라고 말한다.[6]
- 사설 부문에서 일자리를 보조하거나[83] 공공 부문에서 일자리를 창출함으로써[84] 일하고자 하는 모든 사람에게 일자리를 제공하겠다는 약속.
- 인종 기반이 아닌 필요 기반의 적극적 우대조치에 대한 약속;[85][86] 보다 일반적으로, 인종 중립적 이상에 대한 약속.[87]
- 세계 거버넌스 기관 및 과정에 참여하고, 개발도상국 사람들에게 진정한 도움을 주겠다는 약속.[7][88]

### 전략
- 새로운 정치적 다수를 구축할 수 있다. 이 다수는 애블런의 정치적 독립주의자들로 주로 구성되거나,[89] 새틴의 "배려하는 사람들"로 구성되거나,[90] 밀러의 균형 잡힌 실용적인 개인들로 구성되거나,[61] 또는 핼스테드와 린드의 불만 유권자, 깨달은 기업 지도자, 그리고 젊은이들의 삼각 동맹으로 구성될 수 있다.[91]
- 국가 정치 리더십이 중요하다. 지역 및 비영리 활동만으로는 충분하지 않다.[92][93]
- 정치 과정 개혁도 중요하다. 예를 들어, 선거에서 즉석결선투표제를 시행하고 후보자에게 무료 언론 시간을 제공하는 것이다.[94][95]
- 급진적 중도주의 정당이 창설되어야 한다. 이는 주요 정당 중 하나가 급진적 중도주의 사상가와 활동가들에게 단순히 넘어가지 못한다고 가정한다.[71][nb 7]
- 그동안 특정 독립, 주요 정당 또는 제3당 후보를 지지해야 한다.[8][97]

## 아이디어 창출 및 확산
급진적 중도주의 정치에 대한 네 가지 개요가 출판되면서, 21세기 초에는 급진적 중도주의 공공 정책 아이디어의 창출 및 확산이 증가했다.

### 싱크탱크 및 대중 매체

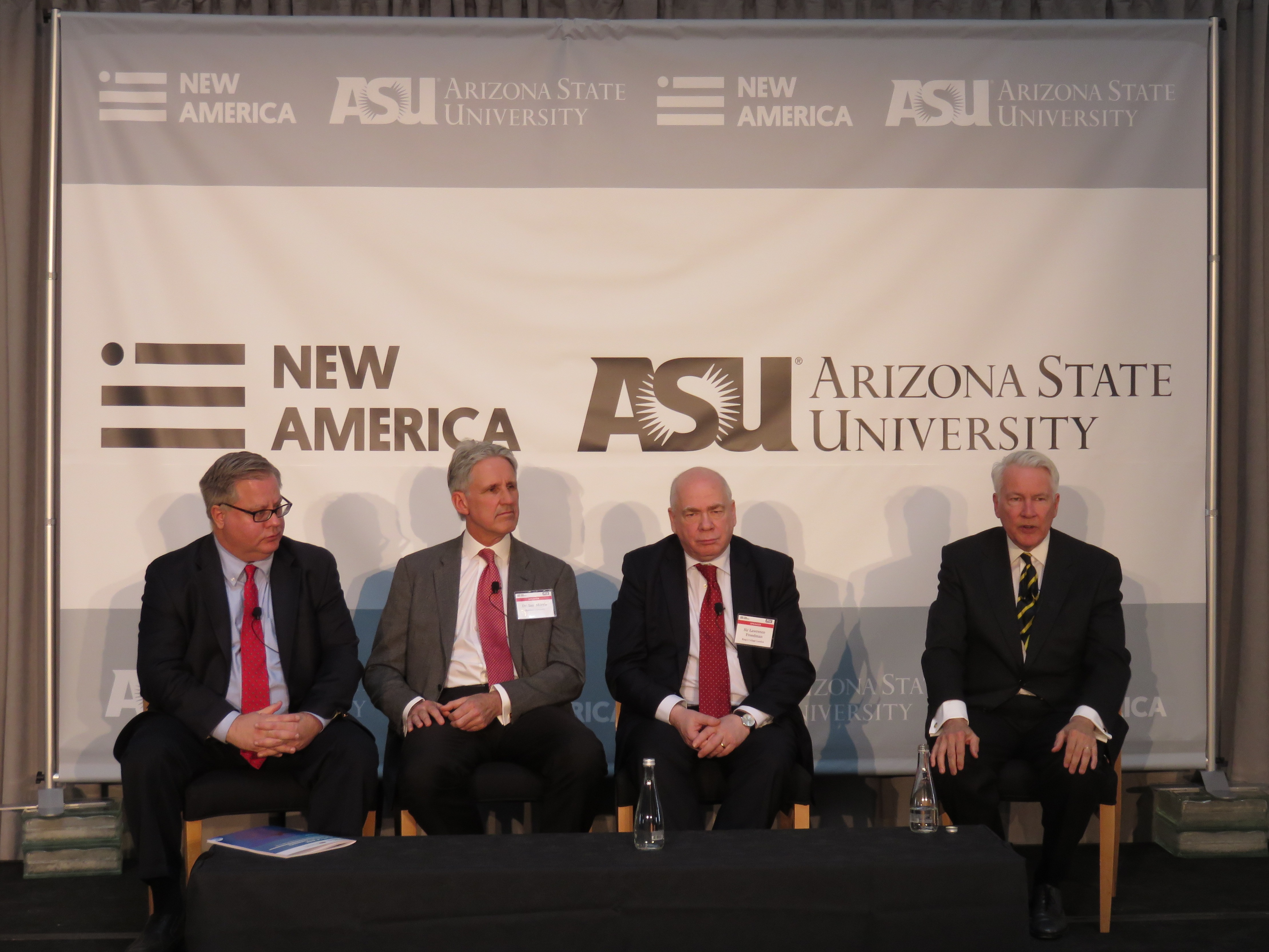
2015년 워싱턴 D.C.의 뉴 아메리카 싱크탱크에서 열린 패널 토론.

여러 싱크탱크들이 급진적 중도주의 아이디어를 개발하고 있다. 2000년대 초에는 영국에 데모스; 호주에 케이프 요크 정책 및 리더십 연구소; 그리고 미국에 뉴 아메리카 (이전에는 뉴 아메리카 재단)가 있었다. 뉴 아메리카는 저자 테드 핼스테드와 마이클 린드를 비롯한 두 사람이 워싱턴 D.C.의 언론인과 정책 연구원들에게 급진적 중도주의 아이디어를 전달하기 위해 시작했다.
2010년대에 새로운 싱크탱크들이 급진적 중도주의 아이디어를 홍보하기 시작했다. "라딕스: 급진적 중도 싱크탱크"는 런던에 2016년 설립되었으며, 초기 이사회에는 전 자유민주당 대표 닉 클레그가 포함되었다. 《가디언》에 글을 쓴 라딕스 정책 이사인 데이비드 보일은 "하향식 보수주의와 과거 지향적 사회주의" 모두와 단절할 수 있는 "크고 급진적인 아이디어"를 요구했다. 2018년, 당시 4년 된 워싱턴 D.C.의 니스카넨 센터에서 발표된 정책 문서는 Big Think의 작가 폴 래트너에 의해 "급진적 중도주의를 위한 선언문"으로 특징지어졌다. 래트너에 따르면, 니스카넨의 일부 경영진과 정책 분석가들이 서명한 이 문서는 미국을 위한 "앞으로 나아갈 길에 경쟁 이념적 입장을 통합하려는" 시도이다.
급진적 중도주의 관점은 주요 정기 간행물에서도 찾아볼 수 있다. 예를 들어, 미국에서는 워싱턴 먼슬리가 초기 급진적 중도주의 사상가인 찰스 피터스에 의해 시작되었으며, 많은 대중 잡지가 뉴 아메리카 연구원들의 기사를 게재한다. 급진적 중도주의 관점에서 글을 쓴 칼럼니스트로는 존 애블런, 토머스 프리드먼, 조 클라인, 매슈 밀러 등이 있다. 저명한 언론인 제임스 팔로우즈와 파리드 자카리아는 급진적 중도주의자로 지목되었다.
영국에서는 뉴스 잡지 《디 이코노미스트》가 스스로를 급진적 중도주의로 포지셔닝한다. 2012년 사설("리더")은 굵은 글씨로 다음과 같이 선언했다: "경제 성장을 해치지 않으면서 불평등을 해결하기 위해 새로운 형태의 급진적 중도주의 정치가 필요하다". 다음 해 《디 이코노미스트》 웹사이트에 실린 편집장이 소개한 에세이에서는 이 잡지가 항상 "우리가 급진적 중도라고 부르는 곳에서... 왔"다고 주장했다.

### 특정 주제에 대한 책

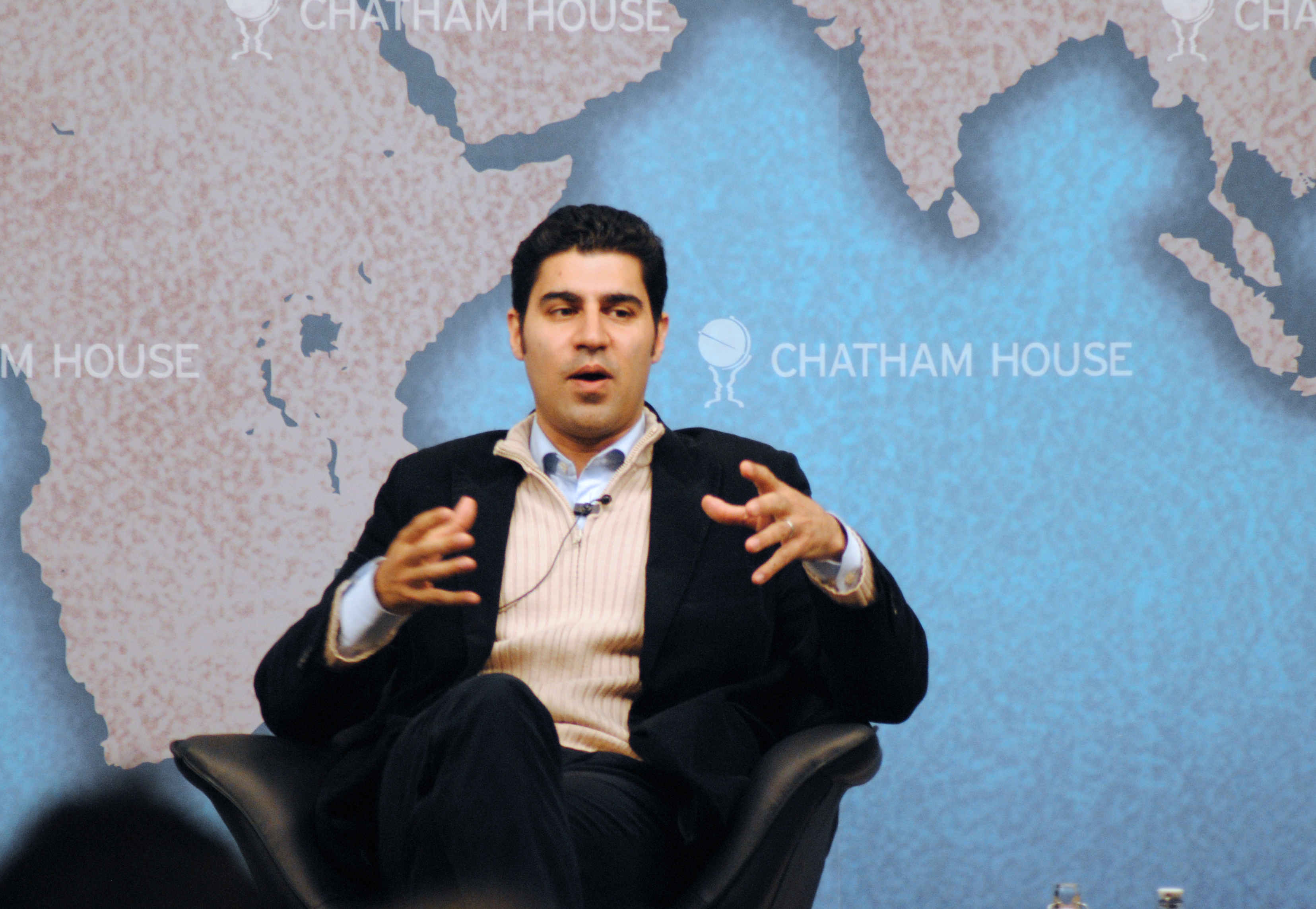
파라그 카나가 그의 저서 《세상을 움직이는 방법: 다음 르네상스를 위한 길을 찾다》에 대해 연설하고 있다.

많은 책들이 외교 정책, 환경주의, 음식 및 농업, 소수 민족의 저조한 성과, 여성과 남성, 관료주의와 과도한 규제, 경제학, 국제 관계, 정치적 대화, 정치 조직 및 한 사람이 할 수 있는 일 등 다양한 주제에 대해 급진적 중도주의 관점과 정책 제안을 제시한다.
- 《윤리적 현실주의》(2006)에서 영국의 자유주의자 아나톨 리벤과 미국의 보수주의자 존 헐스만은 겸손, 원칙, 그리고 다른 사람들이 우리를 보는 방식대로 자신을 보는 것에 기반한 외교 정책을 옹호한다.[113]
- 《돌파》(2007)에서 브레이크스루 연구소의 환경 전략가 테드 노르드하우스와 마이클 셸렌버거는 활동가들에게 실용주의, 첨단 기술, 그리고 인간의 위대함을 열망하는 것에 더 편안해지라고 촉구한다.[114]
- 《급진적 중도의 음식》(2018)에서 생태학자 게리 폴 나브한은 좌파와 우파를 통합하고 식량 공급을 개선하려는 농업 정책을 제안한다.[115]
- 《경쟁에서 승리하기》(2005)에서 언어학자 존 맥워터는 많은 아프리카계 미국인들이 자신이 "치료적 소외"라고 부르는 문화 현상에 부정적인 영향을 받는다고 말한다.[116]
- 《미완성 사업》(2016)에서 뉴 아메리카의 앤마리 슬로터는 페미니스트 가정을 재고하고 여성과 남성이 번영할 수 있는 새로운 비전을 제시한다.[117]
- 《상식에 맡겨라》(2019)에서 변호사 필립 K. 하워드는 국가 정부에 광범위한 목표와 기준을 설정하고 해석은 현장에 가장 가까운 사람들에게 맡기라고 촉구한다.[118][nb 10]
- 《부의 기원》(2006)에서 신경제사상연구소의 에릭 바인호커는 경제를 역동적이지만 불완전하게 자기 조절되는 진화 시스템으로 묘사하고 양성적인 사회경제적 진화를 지지할 수 있는 정책을 제안한다.[120]
- 《세상을 움직이는 방법》(2011)에서 학자 파라그 카나는 새로 부상하는 세계 질서가 위에서 아래로 움직이는 것이 아니라 제3부문, 민족국가, 기업, 그리고 개인 행위자들이 상호 이익을 위해 협력함으로써 운영되어야 한다고 주장한다.[112]
- 《올바른 마음》(2012)에서 사회 심리학자 조너선 하이트는 우리가 상대방의 사고방식에서 강점을 인정한 후에야 유용한 정치적 대화를 할 수 있다고 말한다.[121]
- 《인민의 목소리》(2008)에서 보수주의 활동가 로렌스 치커링과 자유주의 변호사 제임스 터너는 미국 전역에 걸친 풀뿌리 "초당파적" 운동의 기반을 마련하려 시도한다.[122]
- 그의 회고록 《급진적 중도: 우연한 혁명가의 고백》(2010)에서 남아프리카 공화국 언론인 데니스 베켓은 많은 사람들이 절망적이라고 여길 만한 상황에서 한 사람이 어떻게 변화를 만들 수 있는지 보여주려 노력한다.[123]

## 정치적 활동
급진중도주의자들은 다양하고 지속적인 정치 활동에 참여해 왔다.

### 아르메니아
아르메니아의 총리 니콜 파시냔은 급진적 중도주의자로 묘사되었다. 그의 시민 계약당은 2021년 아르메니아 총선에서 아르메니아 국민의회 의석의 과반수를 차지했다.

### 호주
호주에서 애버리지니 변호사 노엘 피어슨은 애버리지니 사람들 사이에서 명시적으로 급진적 중도주의 운동을 구축하고 있다. 이 운동은 호주 정부로부터 더 많은 지원을 구하고 있지만, 개별 애버리지니 사람들에게 삶에 대한 더 많은 책임을 지도록 설득하려 하고 있다. 정치 철학자 캐서린 커친은 《호주 정치 과학 저널》에 기고하면서, 피어슨이 원주민 문제에 대한 공개 토론을 급진적 중도주의를 찾는 방향으로 유도하는 특이하고 가치 있는 시도를 하고 있다고 말한다. 그녀는 피어슨의 방법이 숙의 민주주의의 방법과 많은 공통점을 가지고 있다고 말한다. 원주민 의회 목소리 (2023년 국민투표에서 부결됨)는 호주 원주민 헌법 인정 문제에 대한 급진적 중도주의적 해결책으로 개발되었다. 이는 헌법적 인정이 "단순한 상징"이 아닌 구조적 개혁을 포함해야 한다는 진보적 우려와, 어떤 변화도 의회 주권을 제한해서는 안 되고 "법적 불확실성을 최소화해야 한다"는 보수적 우려를 통합하려 시도했다.
용어를 공식적으로 사용하지는 않지만, 정치 정당인 과학당은 급진적 중도의 전형적인 원칙을 기반으로 한다.

### 브라질
2010년대 후반, 브라질의 마리나 시우바는 《디 이코노미스트》에 의해 떠오르는 급진중도주의 지도자로 지목되었다. 이전에는 좌파 노동자당 소속이었으나, 2017년에는 환경주의, 자유주의, "깨끗한 정치"를 모토로 하는 새로운 정당을 조직했다. 그녀는 이미 환경부 장관으로 6년간 재직했으며, 2010년에는 브라질 녹색당의 대통령 후보로 출마하여 20%의 득표율로 3위를 차지했다.
2011년에 창설된 사회민주당은 민주당에서 분리된 정당으로, 스스로를 급진적 중도주의 정당이라고 설명한다.

### 캐나다
1970년대 후반, 피에르 트뤼도 총리는 자신의 캐나다 자유당이 "급진적 중도"를 고수한다고 주장했다. 트뤼도는 이의 한 가지 의미는 "때로는 국가에 맞서 싸워야 한다"는 것이라고 말했다. 트뤼도의 첫 내각에서 일했으며 캐나다 정치 생활에서 반세기 이상을 보낸 폴 헬리어는  2010년에 이렇게 말했다. "나는 극좌에서 극우까지 온갖 낙인이 찍혔다. 나는 나 자신을 급진적 중도에 위치시킨다. 이념에 상관없이 첫 번째 원칙에 기초하여 문제에 대한 해결책을 찾는 사람이다. 나는 사소한 변화나 미세 조정으로는 충분하지 않은 시기에 세상이 절실히 필요로 하는 종류의 해결책이라고 믿는다."

### 칠레
2017년, 《디 이코노미스트》는 칠레의 안드레스 벨라스코를 떠오르는 급진중도주의 정치인으로 묘사했다. 미첼 바첼레트의 첫 번째 정부에서 재무장관을 지낸 그는 나중에 그녀와 대통령 후보 지명을 놓고 경쟁했지만 실패했고, 그 후 새로운 정치 정당을 설립하는 데 일조했다. 《디 이코노미스트》에 따르면, 벨라스코와 그의 동료들은 자유주의적이면서도 평등주의적인 정치 철학을 지지한다고 말한다. 그들은 아마르티아 센처럼 자유를 단순히 '~로부터의 자유'가 아니라 지배의 부재와 잠재력을 실현할 기회로 본다. 존 롤스처럼 그들은 극좌의 국가 재분배 강조를 거부하고, 계급 및 인종 기반 차별에 대한 특별한 경계를 통해 모든 사람에 대한 평등한 대우를 강조한다.

### 핀란드
핀란드 중앙당은 일반적으로 급진적 중도주의 정당으로 여겨져 왔으며, 기업에 대한 세금 인하 및 자본 이득세 인하를 지지하는 동시에 강력한 복지 및 환경 정책과 법률을 포함하는 등 좌우 정치 스펙트럼에서 광범위한 견해를 가지고 있다. 중앙당의 전 의장이자 핀란드의 전 총리인 유하 시필래와 마티 반하넨, 그리고 전 대통령 우르호 케코넨은 급진적 중도주의자로 여겨져 왔다.

### 프랑스

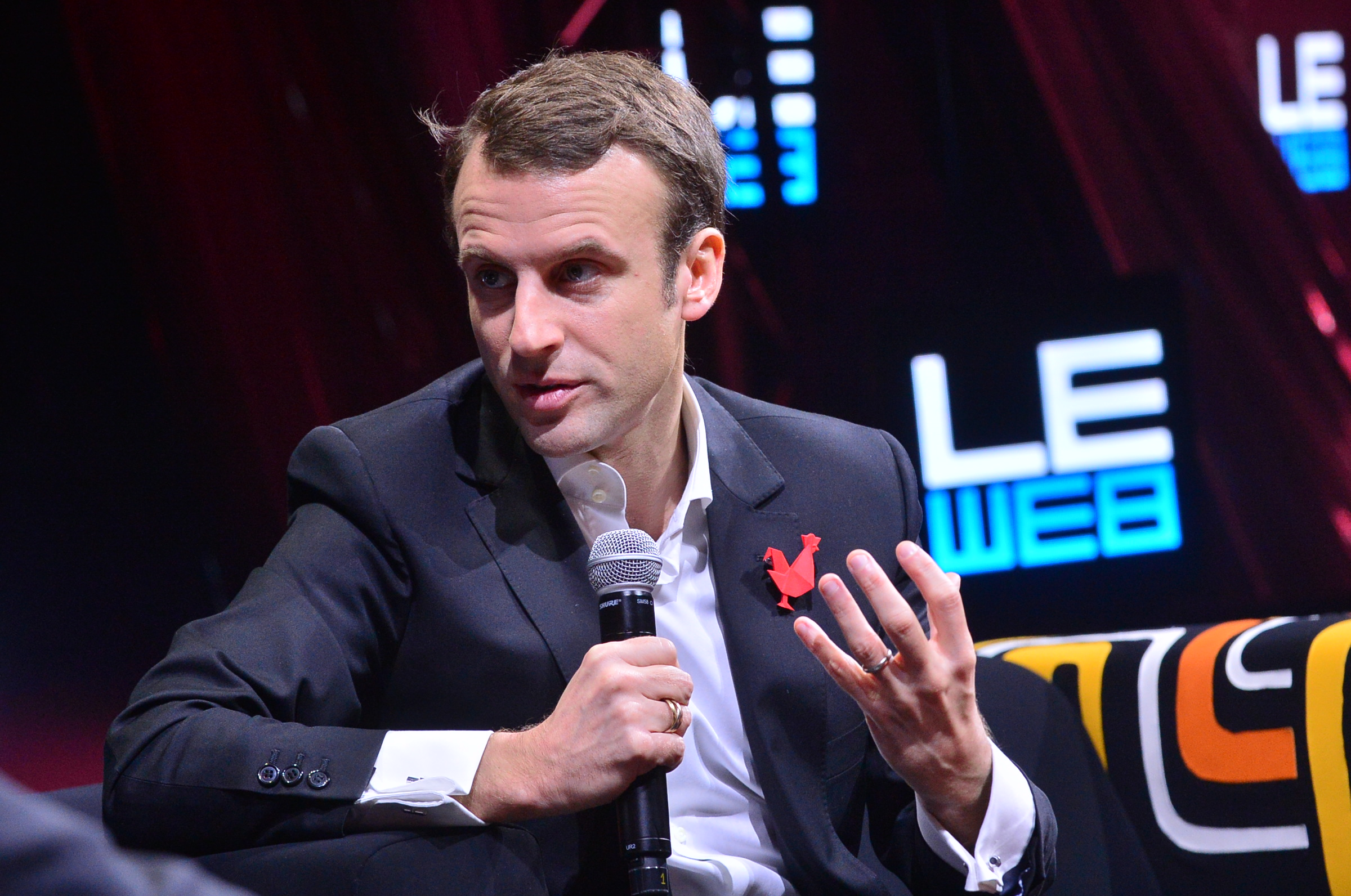
2014년 한 콘퍼런스에서 연설하는 에마뉘엘 마크롱.

몇몇 관찰자들은 2017년 프랑스 대통령으로 선출된 에마뉘엘 마크롱을 급진적 중도주의자로 지목했다. 《워싱턴 포스트》의 앤 애플바움은 마크롱이 "새로운 급진적 중도주의"를 대표하며, 그의 정치 운동인 앙마르슈! (애플바움은 "전진"으로 번역한다)도 그러하다고 말한다. 그녀는 마크롱이 지닌 여러 정치적 가교 아이디어들을 언급한다. 예를 들어, "그는 시장을 포용하지만 '집단적 연대'를 믿는다고 말한다." 《포린 폴리시》에 글을 쓴 역사학 교수 로버트 자레츠키는 마크롱의 급진적 중도주의가 "특히 프랑스적인 중도의 구현, 즉 극단적 중도"라고 주장한다. 그는 마크롱이 "좌파도 우파도 아니다"라고 선언한 것과, 전통적인 정당들이 모순적이라고 여길 만한 공공 부문 긴축과 주요 환경 투자와 같은 정책을 지지하는 것을 지적한다.
미국 정치인 데이브 앤더슨은 《더 힐》 신문에 기고하면서, 마크롱의 선거 승리는 "현재의 양극화된 정치를 초월하여 새로운 중도주의를 원하는 사람들, 즉 미국과 영국의 '제3의 길' 정치와 관련된 온건한 중도주의가 아니라 마크롱의 '급진적 중도주의' 관점으로 묘사되는 중도주의를 원하는 사람들을 위한 길을 보여준다. ... [이는] 좌파와 우파를 초월하지만 양측의 중요한 요소를 취한다"고 말했다.

### 독일
헤르티 스쿨 오브 거버넌스 (베를린)와 런던 정치경제대학교의 공동 프로젝트인 다렌도르프 포럼에 글을 쓴 포럼 연구원 알렉산드루 필리프는 2018년 독일 녹색당을 에마뉘엘 마크롱의 프랑스 정당 (위 참조) 및 알베르트 리베라의 스페인 정당 (아래 참조)과 같은 진영에 놓았다. 그의 기사 "새로운 급진적 중도주의에 대하여"는 녹색당이 2017년 독일 연방의회 선거에서 비교적 선전한 이유가 "체제"에 대한 입장뿐만 아니라, 더 큰 정당들의 "권력 분점 카르텔"에 의해 소외감을 느낀 "더 중도적이고 사회 자유주의적이며 친유럽적 유권자층" 때문이라고 주장했다.

### 이스라엘

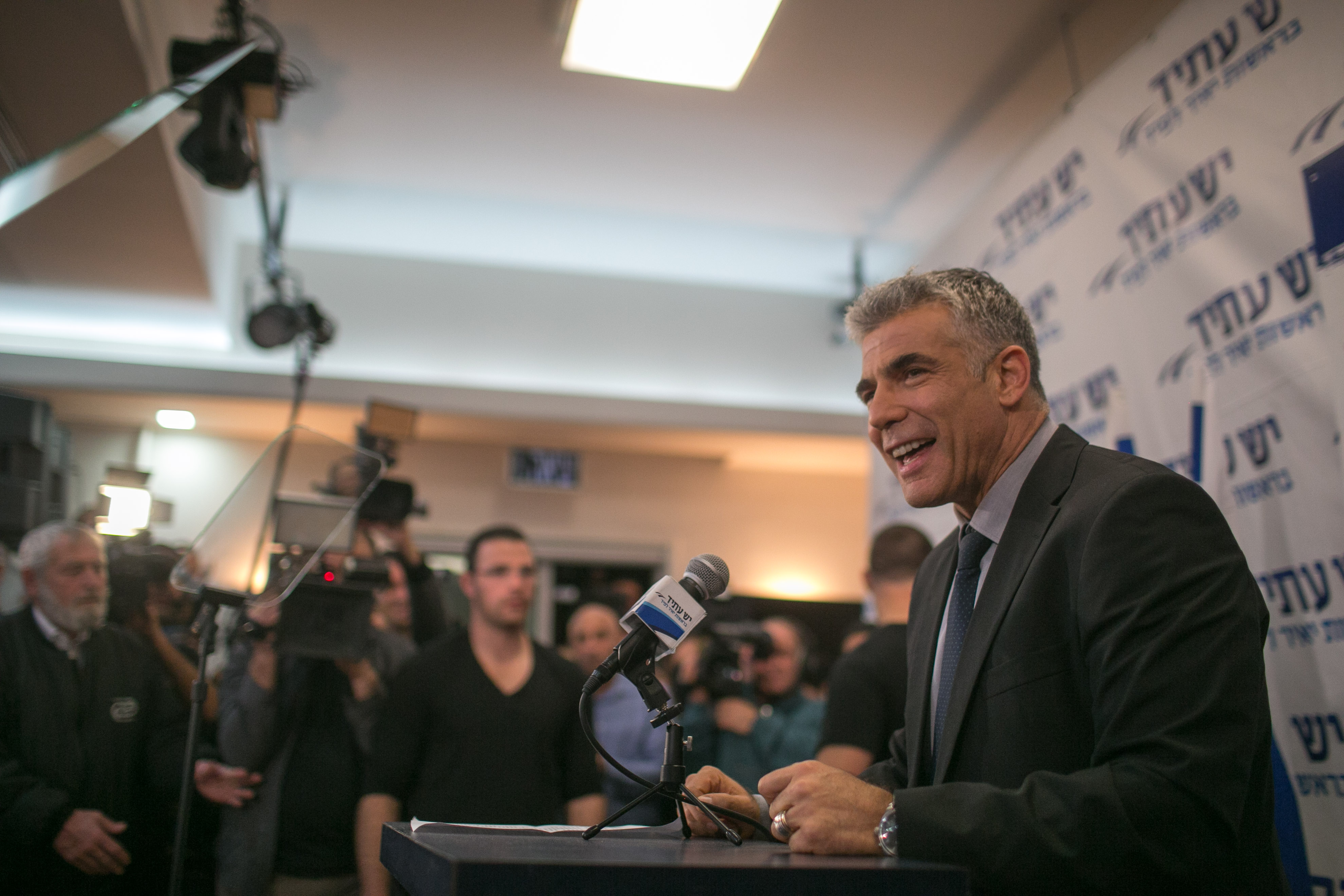
2013년 선거의 밤에 지지자들에게 연설하는 야이르 라피드.

2012년 《이스라엘 하욤》 기사에서 보수 성향의 크네세트 의원 치피 호토벨리는 이스라엘의 정치인 야이르 라피드와 그의 예시 아티드 당을 이스라엘의 "급진적 중도"의 예로 들면서, 독자들에게 이를 경계하라고 경고했다. 2013년, 이스라엘인과 팔레스타인인 모두에게 책을 쓴 요시 클라인 할레비는 왜 라피드에게 투표했는지 설명하며 부분적으로 다음과 같이 말했다:
그는 중산층 불만의 목소리로 등장했지만, 그의 [정당] 명단에는 이스라엘에서 가장 가난한 유권자층 중 하나를 대표하는 에티오피아인 두 명이 포함되어 있었다. ... 야이르는 대화를 추구했다. ... 일부는 야이르의 이스라엘적 절충주의를 이념적 미성숙, 우유부단함의 표현으로 본다. 사실 그것은 오늘날 지도자들 중 유일하게 이스라엘의 중도를 정의하는 그의 능력을 반영한다. ... 이 유권자들은 점령의 위험에 대해서는 좌파와 동의하고, 망상적인 평화의 위험에 대해서는 우파와 동의한다.
2017년, 라피드와 그의 당은 여론조사에서 급등하고 있었다. 2020년 5월, 세 번의 선거 끝에 라피드는 이스라엘 야당 대표로 지명되었다. 한 달 전, 라피드는 자신의 중도주의 버전을 "우리 모두에게 힘을 주는 광범위한 합의의 정치. 함께, 우리는 새로운 것을 창조하고 있다"고 묘사하는 에세이를 썼다.

### 이탈리아
언론인 안젤로 페르시킬리에 따르면, 이탈리아 기독교민주당 지도자 알도 모로의 “평행적 수렴” 주장은 오늘날의 급진적 중도주의 요구를 예고했다. 1970년대 후반 붉은 여단에 의해 살해되기 전까지 모로는 기독교민주당과 이탈리아 공산당 간의 정치적 동맹을 추진하고 있었다. 모로는 두 정당이 너무 달라서 평행선상에 놓여 있었고 그들의 정체성을 잃지 않기를 원했지만, 결국 그들의 이해관계가 수렴한다는 점을 강조했다. 이것이 그가 대중화시킨 "평행적 수렴"이라는 문구의 유래이다.
2010년대에 스페인의 급진적 중도주의자 알베르트 리베라는 이탈리아 정치인 마테오 렌치를 소울메이트라고 언급했다고 전해진다.

### 네덜란드
네덜란드 여론지 《HP/De Tijd》에 따르면, 네덜란드 정당인 민주66은 급진적 중도주의로 볼 수 있다. 또 다른 네덜란드 정당에서도 급진적 중도주의는 가능성이 있다. 2012년 기독민주당에 제출된 보고서에서, 기독민주당원이며 전 사회부 장관인 아르트 얀 드 게우스는 기독민주당이 급진적 중도주의("radicale midden") 정당으로 발전해야 한다고 권고한다. 민주66은 두 정당 중 더 진보적이고 개인주의적인 것으로, 기독민주당은 더 보수적이고 개인주의적/공동체주의적인 것으로 간주되어 왔다.

### 뉴질랜드
경제학자 가레스 모건이 설립한 더 오퍼튜니티즈 당 (TOP)은 스스로를 급진적 중도주의로 정의한다. TOP은 보편적 기본소득에 대한 증거기반정책, 합법화된 대마초, 그리고 뉴질랜드 주택 위기를 멈추는 것을 옹호한다.

### 러시아
정치학자 리처드 사크와는 2015년까지 푸틴주의를 급진적 중도주의로 묘사하며, 2012년 이전의 고전적 단계와 비교하여 급진화되었음을 지적했다. 이때 푸틴주의는 좌우 극단을 피하고, 국가 이익을 위해 경제 발전을 감독하는 강력한 국가를 지지함으로써 "전형적인 중도주의"를 대표했다.

### 남아프리카 공화국
남아프리카 공화국의 레퍼렌덤당 (RP)은 스스로를 급진적 중도주의 및 분리주의 정당으로 정의한다. 이 정당은 남아프리카 공화국의 전통적인 자유주의-중도주의 민주동맹 (DA)이 현상 유지를 체계적으로 변화시킬 수 없다는 인식에 좌절하여 형성되었다. RP는 케이프 독립, 비인종주의, 그리고 남아프리카 공화국 케이프 지역을 위한 서구 지향적인 외교 정책을 옹호한다.

### 대한민국
대한민국에서는 중도개혁이라는 용어가 급진적 중도주의와 유사하다. 1987년에 창당된 평화민주당은 공식적으로 중도개혁을 표방했다. 그러나 그 후 2016년까지 이 용어는 한국 정치에서 거의 사용되지 않았다.
2016년 이후, 국민의당, 바른미래당, 민주평화당, 대안신당, 민생당, 그리고 국민의당 모두 자신들을 중도개혁이라고 불렀다.
대한민국의 정치인 안철수는 스스로를 명시적으로 "급진적 중도주의자"라고 설명했다.

### 스페인

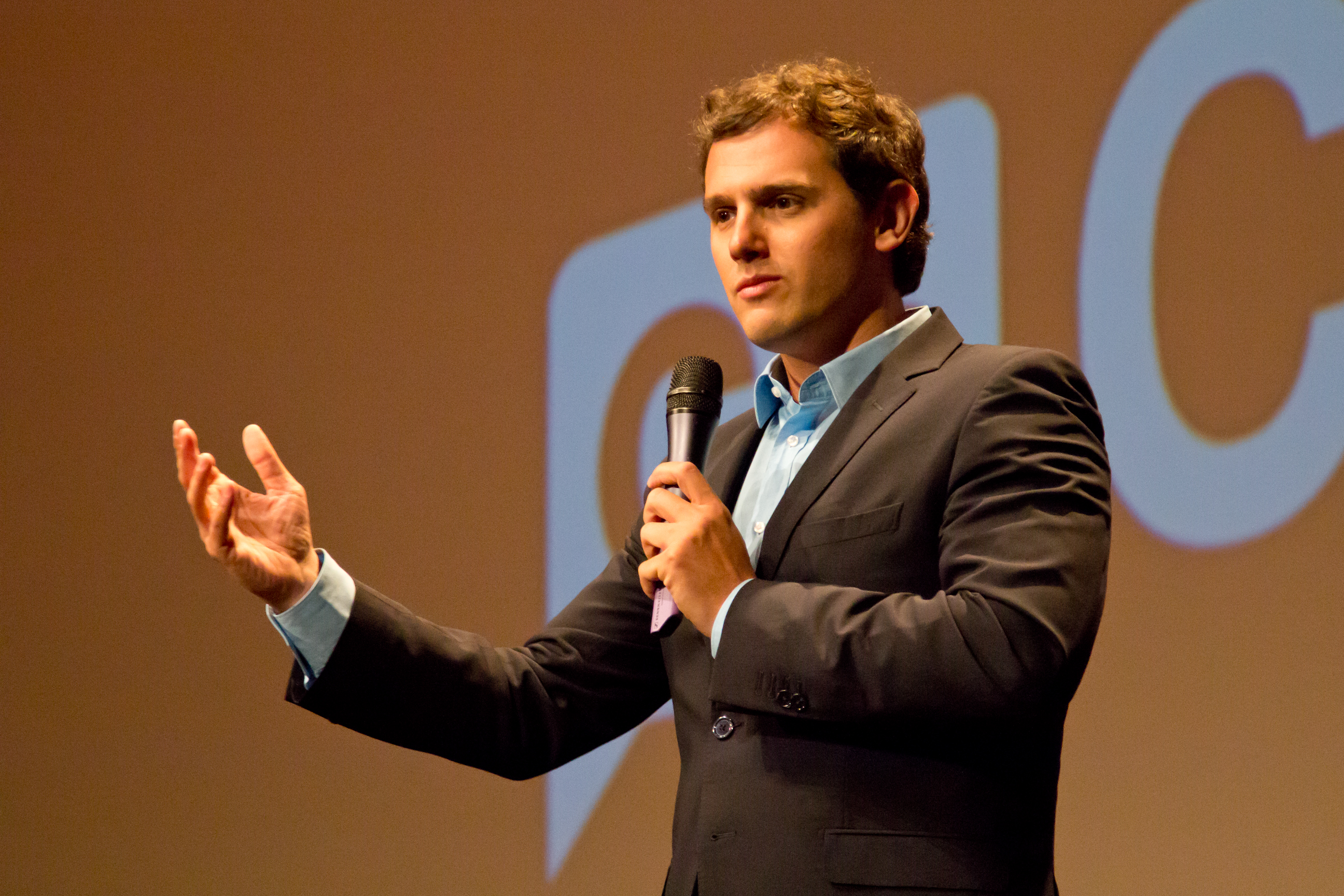
2015년 시민-시민권당 행사에서 연설하는 알베르트 리베라.

스페인에서 알베르트 리베라와 그의 시민-시민권당은 폴리티코에 의해 급진적 중도주의자로 묘사되었으며, 스페인어 해설가 및 뉴스 매체들도 마찬가지이다. 리베라 자신도 자신의 운동을 급진적 중도주의라고 설명하며 "우리는 급진적 중도다. 포퓰리즘에 관해서는 그들을 이길 수 없다. 시민-시민권당이 목표로 하는 것은 숫자, 데이터, 제안, 경제학자, 기술자, 유능한 사람들의 지지를 받는 급진적이고 용감한 변화다"라고 말했다. 리베라는 정치가 낡은 분류를 초월해야 한다고 주장하며 "우리는 낡은 좌우 축에서 벗어나야 한다"고 말했다. 《디 이코노미스트》는 리베라와 그의 당을 에마뉘엘 마크롱과 그의 프랑스 정당 라 레퓌블리크 앙마르슈!에 비유했다. 리베라의 당은 좌우의 기성 정당에 맞서 싸웠고, 특히 2017년 카탈루냐 지방선거에서 성공을 거두었다. 그러나 그 후 몇 년 동안 시민-시민권당은 스페인 정치에서 거의 무관해져서 리베라는 당 대표직에서 사임했다.

### 영국
2010년 총선 이후, 당시 영국 세 번째로 큰 정당이었던 자유민주당 (영국)의 대표 닉 클레그는 그의 당이 보수당-자유민주당 연립내각 협약에 참여하여 다수 여당 정부를 구성하도록 했다. 2011년 봄 당원들에게 한 연설에서 클레그는 자신과 자신의 당이 급진적 중도주의자라고 선언했다:
좌파는 국가에 집착한다. 우파는 시장을 숭배한다. 그러나 우리는 자유주의자로서 사람들을 신뢰한다. 권력과 기회를 가진 사람들 말이다. 우리의 상대방은 시대에 뒤떨어진 좌우 딱지로 우리를 나누려 한다. 그러나 우리는 좌파도 아니고 우파도 아니다. 우리는 우리만의 딱지, 즉 자유주의자라는 딱지를 가지고 있다. 우리는 자유주의자이며 영국 정치의 중간 지대를 자유롭게 소유한다. 우리의 정치는 급진적 중도의 정치이다.
2012년 가을, 클레그의 오랜 정책 고문은 클레그의 "급진적 자유주의자" 정체성과 전통적인 사회민주주의의 차이점을 상세히 설명했다. 그는 클레그의 자유주의 개념이 "국가주의, 온정주의, 고립주의, 그리고 좁은 평등주의"를 거부한다고 말했다.

### 미국

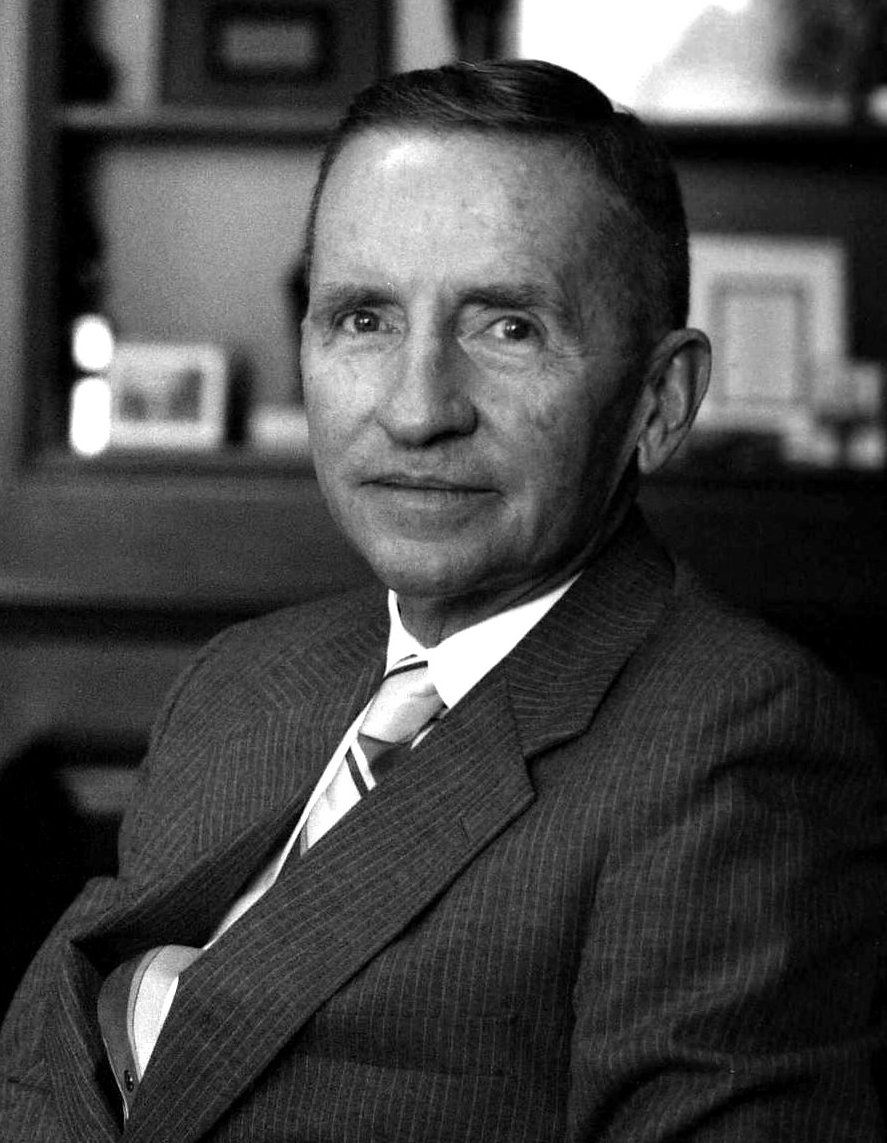
로스 페로는 급진적 중도주의의 초기 옹호자였다.

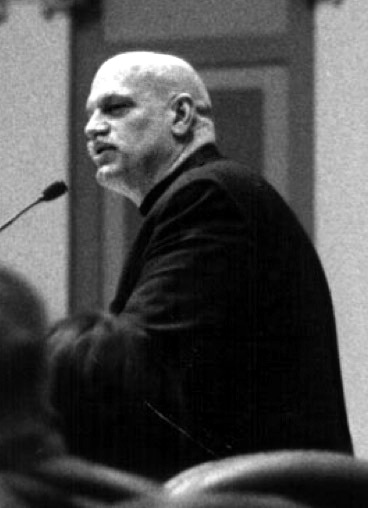
정치 독립주의자 제시 벤투라는 1998년 미네소타 주지사로 당선되었다.

일부 논평가들은 로스 페로의 1992년 미국 대선 캠페인을 최초의 급진적 중도주의 전국 캠페인으로 본다. 그러나 많은 급진적 중도주의 저자들은 로스 페로에 대해 열광적이지 않았다. 매슈 밀러는 페로가 휘발유세 인상을 지지할 만큼 충분한 원칙을 가지고 있었음을 인정하며, 핼스테드와 린드는 그가 예산 균형이라는 아이디어를 대중화시켰다고 지적하고, 존 애블런은 그가 당파적 극단에 대한 대중의 불신을 구체화시켰다고 말한다. 그러나 이들 저자 중 누구도 페로의 아이디어나 캠페인을 깊이 있게 다루지 않으며, 마크 새틴은 페로를 전혀 언급하지 않는다. 조 클라인은 페로의 캠페인 실수 중 하나를 비웃고 그가 충분히 실질적인 인물이 아니라고 말했다. 밀러는 페로를 부유하고 자비로 선거를 치르는 고독한 늑대로 특징짓는다. 대조적으로, 대부분의 급진적 중도주의자들이 정치적 행동의 측면에서 원하는 것은 견고한 정치 운동의 건설이다.
"투사적 중도파"라는 문구는 1992년 페로의 획기적인 대선 캠페인 기간 동안 전국 언론에서 사용되었다. 페로가 미국 정치에 기여한 가장 흥미로운 점 중 하나는 "좌-중-우"라는 전체 패러다임에 대한 도전이었다. 그는 1995년 전국 개혁당 회의에서 이 패러다임이 더 이상 유효하지 않으며, 좌-중-우가 대체되고 있다고 주장했다. 그 대체는 "상위 계층 대 나머지 우리"라는 패러다임이었고, 자신과 같은 매우 부유한 사람들도 "대부분의 미국 국민처럼 하위 계층"과 함께할 수 있다고 주장했다. 이러한 "투사적 중도주의"라는 브랜드 (일종의 포퓰리즘)는 페로를 열렬한 지지자들에게 사랑받게 만들었고, 전통적인 "중도주의"가 아니었다.
또한 1990년대에 정치 독립주의자 제시 벤투라, 앵거스 킹, 로웰 위커가 미국 주지사가 되었다. 존 애블런에 따르면, 이들은 재정적 신중함과 사회적 관용의 조합을 개척했는데, 이는 그 이후로 급진적 중도주의 통치의 모델이 되었다. 그들은 또한 "상식과 비정통적인 매력"의 조합이라는 특징적인 스타일을 개발했다.
2000년대에 타임 (잡지)는 캘리포니아 주지사 아놀드 슈워제네거와 뉴욕 시장 마이클 블룸버그를 비롯한 여러 주지사와 시장을 당파를 초월하여 일을 해내는 "액션 영웅"으로 칭송했다. 그 10년 동안 폴리티코의 유사한 기사는 버지니아 주지사 마크 워너를 "스스로를 '급진적 중도주의자'로 자처하는" 인물로 분류했다.
2010년대에 미국의 급진적 중도주의 운동은 전국 언론에서 펼쳐졌다. 예를 들어, 2010년에 《뉴욕 타임스》 칼럼니스트 토머스 프리드먼은 "급진적 중도의 티파티", 즉 조직화된 전국 압력 단체를 요구했다. 프리드먼은 나중에 학자 마이클 맨델바움과 공동으로 미국 사회의 주요 문제를 논하고 이를 해결하기 위한 명시적으로 급진적 중도주의적인 정치와 프로그램을 요구하는 책을 공동 집필했다. 《워싱턴 포스트》의 칼럼니스트 매슈 밀러는 "우리가 (급진적) 중도주의자들의 제3당이 필요한 이유"를 설명하고 있었다.
2011년 프리드먼은 2012년 독립 대선 후보 출마를 희망하는 급진적 중도주의 민주당원, 공화당원, 독립 성향 인사들의 반란 단체인 아메리칸스 일렉트를 옹호했다. 한편, 밀러는 "우리가 필요한 제3당 유세 연설"을 제시했다. 그의 저서 《문명의 대가》(2011)에서 컬럼비아 대학교 경제학자 제프리 삭스는 미국에 "급진적 중도를 위한 동맹"이라는 제3당 창설을 촉구했다.

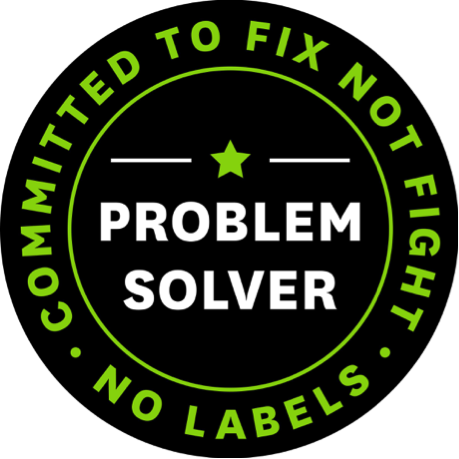
노 레이블스 조직의 휘장.

2012년에는 독립적인 급진중도주의 대선 후보가 등장하지 않았지만, 존 애블런은 독립 유권자들이 유권자의 가장 빠르게 성장하는 부분이라는 사실을 강조했다.
2015년 후반, 애블런이 공동 설립한 노 레이블스 조직은 정치적 양극화를 줄이고 좌우 간의 정치적 해결책을 촉진하는 최선의 방법을 논의하기 위해 전국적인 "문제 해결사" 대회를 개최했다. 《디 애틀랜틱》의 이 대회에 대한 장문의 기사는 리빙 룸 컨버세이션스(Living Room Conversations)의 조안 블레이즈, 베터 엔젤스(Better Angels)의 데이비드 블랑켄혼, 국립 시민 담론 연구소(National Institute for Civil Discourse)의 캐롤린 루켄스메이어, 문화 진화 연구소(Institute for Cultural Evolution)의 스티브 매킨토시 등 좌우를 넘어선(또는 좌우 모두를 포함하는) 새로운 세대의 조직 지도자들의 견해를 전달한다. 2016년 미국 대통령 선거 이후, 저명한 미국 논평가 데이비드 브룩스는 노 레이블스와 다른 이러한 단체들을 칭찬하고 다음과 같은 조언을 제공했다: "[D]단순히 좌우 사이의 위치 선정이 아닌 긍정적인 국가 비전을 심화시켜라."
2010년대 중반까지 여러 급진적 중도주의자들은 비록 실패했지만 미국 의회 의석에 출마했는데, 여기에는 캘리포니아의 매슈 밀러와 메릴랜드의 데이브 앤더슨이 포함된다.
2018년 1월 《워싱턴 포스트》 기사에 따르면, 웨스트버지니아 주 상원의원 조 맨친은 새로 당선된 앨라배마 주 상원의원 더그 존스를 "급진적 중도에 오신 것을 환영합니다"라는 말로 맞이했다. 두 상원의원 모두 온건하고 초당파적인 것으로 여겨져 왔다. 2018년 3월, 정치 신문 《더 힐》은 변호사 마이클 D. 프릭라스가 쓴 "급진적 중도의 시대가 왔다"라는 제목의 기사를 게재했다. 이 기사는 2018년 통합 세출 법안이 양 정치 "극단"이 선호하는 지출 제안을 폐기하여 "원칙적인 온건파"의 표를 얻었으며, 따라서 그 통과가 수전 콜린스 상원의원 (메인주 공화당)이 "급진적 중도주의"라고 부르는 것의 승리를 나타낸다고 주장했다.
2020년 미국 대통령 선거 민주당 후보 경선 초기에 니스카넨 센터의 스티븐 텔레스는 《뉴 리퍼블릭》에 기고하면서, 급진적 중도주의에 호소하는 다크호스 후보가 민주당 대통령 후보 지명을 얻을 수 있는 전략을 제시했다.
2021년 10월 전 대선 후보 앤드루 양이 창당한 포워드 당은 미국의 사회주의 잡지 《재커빈》에 의해 급진적 중도주의 운동으로 비판적으로 묘사되었다. 포워드 당 창당 이틀 후, 양은 "당신은 나와 같은 급진적 중도주의자들에게 집을 마련해 주고 있다"고 트윗했다.

## 비판
21세기 이전에도 일부 관찰자들은 그들이 급진적 중도주의라고 보았던 것을 비판하고 있었다. 1960년대에 자유주의 정치 만화가 줄스 페이퍼는 "급진적 중도"라는 용어를 사용하여 미국 정치 계층의 소심하고 허세적인 시각을 조롱했다. 1992년 로스 페로 대선 캠페인 동안, 보수 언론인 윌리엄 새파이어는 급진적 중도에 대한 더 적절한 용어가 "으르렁거리는 중도"일 수 있다고 제안했다. 1998년 "급진적 중도: 적 없는 정치"라는 제목의 기사에서 벨기에 정치 이론가 샹탈 무페는 좌파와 우파 간의 격렬하고 종종 쓰라린 갈등이 모든 민주주의의 필수적인 특징이라고 주장했다.

### 정책, 가정 및 태도에 대한 반대

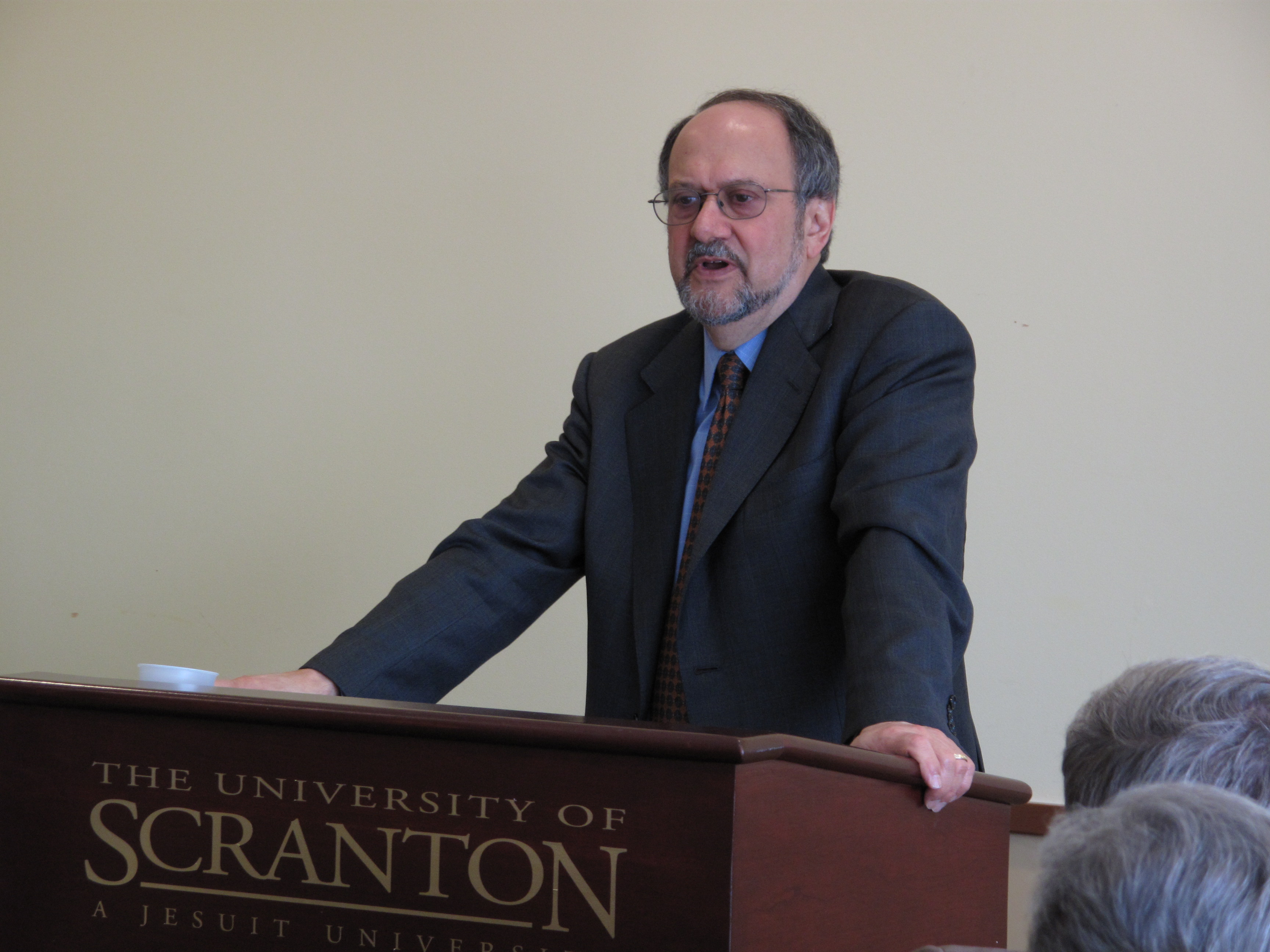
자유주의 언론인 로버트 쿠트너, 급진적 중도주의의 저명한 비평가.

일부 21세기 논평가들은 급진적 중도주의 정책이 기존 중도주의 사상과 크게 다르지 않다고 주장한다. 예를 들어, 미국 자유주의 언론인 로버트 쿠트너는 이미 급진적 중도주의 정당이 존재한다고 말한다. "그것은 민주당이라고 불린다." 그는 매슈 밀러의 급진적 중도주의 버전이 "미약한" 정책 해결책을 제시하고 정치적 우파의 동기에 대해 희망적인 사고를 하는 것을 비난한다. 진보 사회 이론가 리처드 칼렌버그는 테드 핼스테드와 마이클 린드의 저서 《급진적 중도》가 노동조합의 미덕에 대해 너무 회의적이고 시장의 미덕에 대해 너무 열정적이라고 말한다.
다른 사람들은 급진적 중도주의 정책들이 명확성이 부족하다고 주장한다. 예를 들어, 2001년에 언론인 에릭 알터만은 뉴 아메리카 재단 싱크탱크가 자유주의자도 진보주의자도 아니며 무엇인지도 모른다고 말했다.
폴리티코는 스페인의 급진적 중도주의 시민-시민권당이 급진 좌파를 약화시키고 현상 유지를 보존하기 위해 "스페인 기득권층의 지지를 받고 있다"고 보도한다.

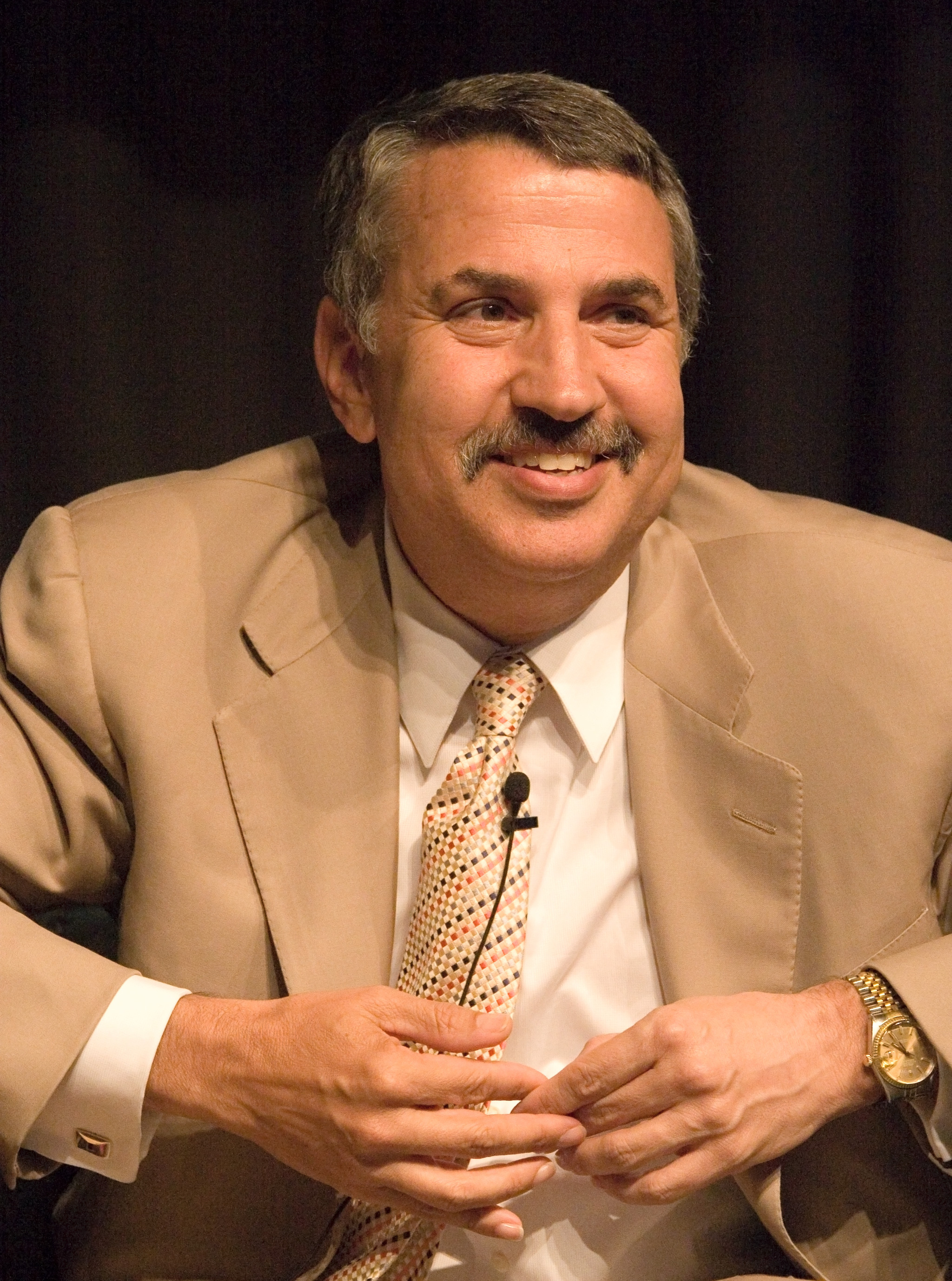
토머스 프리드먼의 급진적 중도주의를 지지하는 칼럼은 블로거들의 가장 좋아하는 표적이다.

대조적으로, 일부 관찰자들은 급진적 중도주의 아이디어가 주류 정책과 너무 달라서 실현 가능성이 없다고 주장한다. 《뉴욕 타임스 북 리뷰》의 편집장인 샘 테넨하우스는 핼스테드와 린드의 책에 담긴 제안들을 "유토피아적"이라고 불렀다. 민주당 리더십 위원회의 정책 이사인 에드 킬고어에 따르면, 마크 새틴의 《급진적 중도》는 "궁극적으로 그를 정치적 제약에 얽매이지 않고 똑똑하고 원칙적인 사람들이 모든 것을 바꿀 수 있다고 생각하는 '이상주의적' 미국 개혁가들의 견고한 전통에 놓이게 한다".
일부는 급진적 중도주의자들이 그들의 효과성이나 매력에 대해 잘못된 가정을 하고 있을 수 있다고 제안했다. 예를 들어, 미국에서 정치 분석가 제임스 조이너는 급진적 중도주의자들이 선호하는 제안인 비당파적 재구획 위원회를 채택한 주들이 그러한 위원회가 없는 주들보다 재정적으로 더 책임감 있는 것으로 밝혀지지 않았음을 발견했다. 2017년, 《디 이코노미스트》는 라틴 아메리카인들이 일부 급진적 중도주의자들이 제시하는 그들 사회에 대한 "가혹한 진실"을 정말로 듣고 싶어 하는지 의문을 제기했다.
급진적 중도주의 태도 또한 비판을 받아왔다. 예를 들어, 많은 블로거들은 토머스 프리드먼의 급진적 중도주의에 대한 칼럼을 엘리트주의적이고 경박하다고 비판했다. 호주에서는 일부 사람들이 오랫동안 급진적 중도주의의 옹호자였던 호주 변호사 노엘 피어슨이 사실은 "양극화된 당파"라고 생각한다. 2012년, 보수 성향의 크네세트 의원 치피 호토벨리는 이스라엘의 급진적 중도주의가 용기, 단호함, 현실적인 사고와 같은 특성이 부족하다고 비판했다.

### 전략에 대한 반대

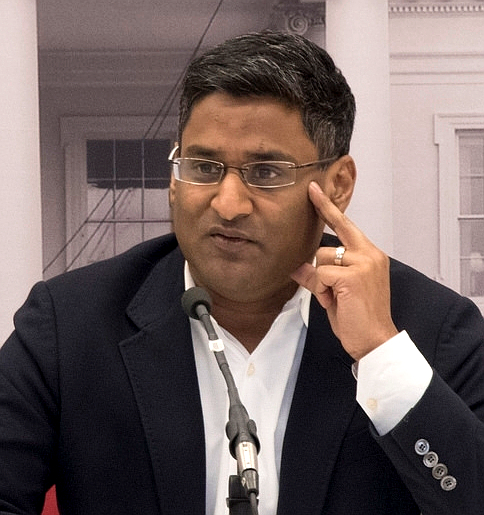
급진적 중도주의 전략을 비판한 보수 언론인 라메시 포누루.

일부 관찰자들은 정치 생활에서 합의, 탈당파주의, 또는 화해를 추구하는 지혜에 의문을 제기한다. 정치학자 조너선 번스타인은 제임스 매디슨의 연방주의자 논문 제10호 (1787) 시대부터 미국 민주주의 이론은 파벌 인정과 토론 표명에 기반해 왔으며, 지금 바꿀 이유가 없다고 주장한다.
다른 관찰자들은 급진적 중도주의자들이 정치적 상황을 오해하고 있다고 느낀다. 예를 들어, 보수주의 언론인 라메시 포누루는 자유주의자와 보수주의자들이 권리 제한이나 국가 지출을 충당하기 위한 세금 인상과 같은 급진적 중도주의 조치에 이념적으로 반대하는 것이 아니라고 말한다. 대신 유권자들이 반대하며, 유권자들을 설득할 수 있다면 상황이 바뀔 것이라고 말한다.
많은 미국 급진적 중도주의자들이 선호하는 제3당 전략은 비실용적이고 주의를 분산시킨다는 비판을 받아왔다. 이러한 비평가들에 따르면, 필요한 것은 (a) 입법 과정의 개혁; (b) 기존 정당 내에서 급진적 중도주의 아이디어를 지지할 후보들이다. 2012년에 많은 미국 급진적 중도주의자들이 선호했던 특정 제3당 수단인 아메리칸스 일렉트는 "엘리트 중심의 당"으로 비판받았으며, "미심쩍은 월가 거물들"의 지지를 받았다고 지적되었다.
다양한 급진적 중도주의자들과 시간을 보낸 《뉴 리퍼블릭》의 알렉 맥길리스는 그들의 관점이 너무 달라서 실행 가능한 정치 조직을 건설하기 위해 결코 함께할 수 없을 것이라고 결론지었다.

### 내부적 우려
일부 급진적 중도주의자들은 그들의 미래에 대해 낙관적이지 않다. 한 가지 우려는 포섭이다. 예를 들어, 마이클 린드는 "기존 지혜의 중재자들"이 급진적 중도라는 용어에 대해 열광하는 것이 이 용어가 내포하는 급진적 비전의 약화를 나타낼 수 있다고 우려한다.
또 다른 우려는 열정이다. 존 애블런은 일부 중도주의자들이 열정적인 당파, 즉 그가 "광신도"라고 부르는 이들의 유혹에 저항할 수 없을까 봐 두려워한다. 대조적으로, 마크 새틴은 급진적 중도주의가 "완전히 합리적"이지만 "활력을 주는 열정"이 부족하며, 그런 열정 없이는 성공적인 정치 운동이 결코 없었다고 주장한다.

## 대화와 과정으로서

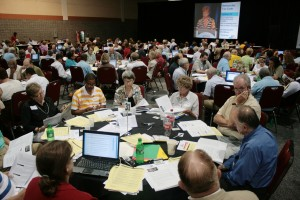
2011년 아메리카스픽스 행사.

이론가 톰 애틀리, 조정가 마크 게르존, 활동가 조지프 F. 매코믹과 같은 일부 급진중도주의자들은 급진적 중도주의를 주로 과정에 대한 헌신으로 본다. 그들의 접근 방식은 동네 수준에서부터 위로 양극화된 사람들과 집단들 사이에서 구조화된 대화 과정을 촉진하는 것이다. 주요 목표는 대화 참여자들이 모든 당사자의 핵심 이해관계를 다룰 수 있는 새로운 관점과 해결책을 생각해 내도록 하는 것이다. 《온워드 크리스천 애슬리츠》의 저자 톰 크래튼메이커는 급진적 중도를 그러한 대화와 혁신이 일어날 수 있는 (은유적) 공간으로 이야기한다. 마찬가지로 《립스틱 조건: 현실 세계의 여성, 섹스, 권력》의 저자 카렌 레르만 블로흐는 급진적 중도를 좌파와 우파가 "더 건전한 사회를 육성할" 수 있는 "공통 기반"으로 이야기한다.
다양한 사람들과 집단들 사이에서 대화와 혁신을 촉진하려는 조직으로는 아메리카스픽스, C1 세계 대화, 에브리데이 데모크라시, 리스닝 프로젝트 (노스캐롤라이나), 리빙 룸 컨버세이션스, 퍼블릭 컨버세이션스 프로젝트, 공통 기반 찾기, 그리고 빌리지 스퀘어가 있었다. 대학생을 위한 조직으로는 브릿지USA와 지속적 대화가 있다. 포틀랜드 (오리건주)는 《USA 투데이》 신문에서 "급진적 중도"로 특징지어졌는데, 이는 그곳의 많은 적대적 집단들이 서로 대화하고 배우고 협력하고 있다고 여겨지기 때문이다.
2005년 《디 애틀랜틱》은 이집트 이슬람 성직자 알리 고마를 떠오르는 급진 이슬람 형태인 "극단주의 없는 전통주의"의 목소리로 묘사했다. 2012년 "급진적 중도: 무슬림과 서구 세계 간의 다리 놓기"라는 제목의 기사에서, 고마는 대화 과정에 대한 자신의 접근 방식을 공유했다:
대화의 목적은 다른 사람들을 개종시키는 것이 아니라, 그들과 자신의 원칙을 공유하는 것이어야 한다. 진심 어린 대화는 자신의 신앙을 강화하면서 장벽을 허물어야 한다. ... 대화는 자신의 입장을 명확히 하는 것만큼이나 타인을 탐구하고 알아가는 과정이다. 그러므로 다른 사람들과 대화할 때 원하는 것은 그들의 사고방식을 탐구하여 우리 자신의 잘못된 개념을 바로잡고 공통 기반에 도달하는 것이다.
2017년, 전 미식축구 선수이자 그린베레 군인인 네이트 보이어는 자신의 "급진적 중도" 입장이 축구 경기에서의 미국 국가 시위를 둘러싼 문제들을 해결하는 데 도움이 될 수 있다고 제안했다.

## 내용주
1. ↑  신고전주의적 미국 실용주의와 그 정치적 함의에 대한 자세한 논의는 루이 메난드의 저서 형이상학 클럽을 참조.[11]
2. ↑  국제 복음주의 운동인 포도원 교회 협회는 영적 진리가 상반되는 개념들을 긴장 상태로 유지함으로써 발견된다고 믿기 때문에 스스로를 "급진적 중도"라고 설명한다. 예를 들어, 머리 대 마음, 계획 대 성령의 인도, 진리에 대한 지지 대 연합에 대한 지지 등이 있다.[13]
3. ↑  1980년대에 새틴 자신의 워싱턴 D.C. 기반 정치 뉴스레터인 뉴 옵션스(New Options)는 스스로를 "탈자유주의적"이라고 묘사했다.[18] 문화 비평가 애니 고틀립은 이 뉴스레터가 신좌파와 뉴에이지에게 "새로운 '중심'으로 진화하라"고 촉구했다고 말한다.[19]
4. ↑  2년 후, 또 다른 저명한 미래학자 존 네이스비트는 굵은 글씨로 "좌우 정치세력은 죽었다. 모든 움직임은 급진적 중도에 의해 생성되고 있다"고 썼다.[27]
5. ↑  클라인의 기사 이후, 일부 정치 작가들은 두 가지 급진적 중도주의의 존재를 가정했는데, 하나는 신포퓰리즘적이고 쓰라린 것이고 다른 하나는 온건하고 편안한 것이었다.[33][34] 역사학자 샘 테넨하우스에 따르면, 테드 핼스테드와 마이클 린드의 저서 《급진적 중도》(2001)의 강점 중 하나는 이 두 급진적 중도주의 파벌을 통합하려는 시도에 있다.[35]
6. ↑  1991년 타임지 기사에서 "급진적 중도 찾기"라는 유사한 제목으로, 워싱턴 D.C.에 "새로운 패러다임 사회"가 존재함을 밝혀냈는데, 이는 이념적 분열을 메우기 위한 방법을 모색하는 고위급 진보 및 보수 활동가들의 모임이었다.[36] 이 기사는 그 단체의 사실상의 선언문이라고 묘사되는 E. J. 디온의 저서 《왜 미국인들은 정치를 싫어하는가》를 논한다.[37]
7. ↑  매슈 밀러는 자신의 책 페이퍼백 판에 "후기"를 추가하여, 두 주요 정당이 기존 방식에 머물러 있을 경우 2010년까지 "변혁적 제3당"의 형성을 옹호했다.[96]
8. ↑  핼스테드와 린드 외에 2000년대 초 뉴 아메리카 재단과 제휴한 사상가로는 캐서린 부, 스티븐 클레몬스, 제임스 팔로우즈, 마야 맥기니스, 월터 러셀 미드, 제임스 핑커턴, 제데디아 퍼디, 그리고 셜리 슈웨닝어가 있었다.[55][98]
9. ↑  피터스는 자신의 아이디어를 신보수주의와 기존 자유주의자들의 아이디어와 구별하기 위해 "신자유주의자"라는 용어를 사용했다. 그의 신자유주의 버전은 국제적으로 신자유주의로 알려지게 된 것과는 다르다.[103][104]
10. ↑  하워드는 "2020년을 위한 급진적 중도주의 강령"이라는 기사에서 《상식에 맡겨라》를 요약했다.[119]
11. ↑  1997년, 캐나다 의회에 처음 당선된 지 48년 만에 헬리어는 군소 정당인 캐나다 행동당을 창당했다.[138]
12. ↑  20세기 말에는 일부 주류 정치인들이 급진적 중도주의의 언어를 사용하고 있었다. 예를 들어, 1996년에 엘리엇 리처드슨 전 미국 국방부 장관은 "나는 중도주의자, 즉 급진적 중도주의자이다. 나는 인간 존엄성과 평등의 궁극적 가치를 깊이 믿는다"고 말했다.[187] 베를린 회의에서 장 크레티앵 캐나다 총리는 "나는 급진적 중도이다"라고 선언했다.[39]
13. ↑  2009년 《허핑턴 포스트》 웹사이트에서 더 퓨처 500의 회장은[193] — 이전의 "급진적 중도" 지지 이후[194] — 좌파와 우파 간의 "초당파적" 동맹을 옹호했다.[195]
14. ↑  언론인 존 주디스에 따르면, 사회학자 세이무어 마틴 립셋은 그의 저서 《정치인》(1960)에서 유럽 파시즘을 설명하는 데 도움을 주기 위해 "급진적 중도주의"라는 용어를 사용했다.[33]
15. ↑  무페는 또한 급진적 중도주의를 "뉴에이지 수사적 과시"로 비판했다.[211]

## 더 읽어보기

### 1990년대의 책
- Chickering, A. Lawrence (1993). Beyond Left and Right: Breaking the Political Stalemate. Institute for Contemporary Studies Press. ISBN 978-1-55815-209-0.
- Coyle, Diane (1997). The Weightless World: Strategies for Managing the Digital Economy. Massachusetts Institute of Technology Press. ISBN 978-0-262-03259-9.
- Esty, Daniel C.; Chertow, Marian, eds. (1997). Thinking Ecologically: The Next Generation of Ecological Policy. Yale University Press. ISBN 978-0-300-07303-4.
- Howard, Philip K. (1995). The Death of Common Sense: How Law Is Suffocating America. Random House. ISBN 978-0-679-42994-4.
- Penny, Tim; Garrett, Major (1998). The 15 Biggest Lies in Politics. St. Martin's Press. ISBN 978-0-312-18294-6.
- Sider, Ronald J. (1999). Just Generosity: A New Vision for Overcoming Poverty in America. Baker Books. ISBN 978-0-8010-6613-9.
- Wolfe, Alan (1998). One Nation, After All: What Middle-Class Americans Really Think. Viking. ISBN 978-0-670-87677-8.

### 2000년대의 책
- Anderson, Walter Truett (2001). All Connected Now: Life in the First Global Civilization. Westview Press. ISBN 978-0-8133-3937-5.
- Florida, Richard (2002). The Rise of the Creative Class: And How It's Transforming Work, Leisure, Community and Everyday Life. Basic Books. ISBN 978-0-465-02476-6.
- Friedman, Thomas (2005). The World Is Flat: A Brief History of the Twenty-first Century. Farrar, Straus, and Giroux. ISBN 0-374-29288-4
- Lukes, Steven (2009). The Curious Enlightenment of Professor Caritat: A Novel of Ideas. Verso Books, 2nd ed. ISBN 978-1-84467-369-8.
- Miller, Matt (2009). The Tyranny of Dead Ideas: Letting Go of the Old Ways of Thinking to Unleash a New Prosperity. Henry Holt and Company. ISBN 978-0-8050-9150-2.
- Penner, Rudolph; Sawhill, Isabel; Taylor, Timothy (2000). Updating America's Social Contract: Economic Growth and Opportunity in the New Century. W. W. Norton and Co., Chap. 1 ("An Agenda for the Radical Middle"). ISBN 978-0-393-97579-6.
- Ury, William (2000). The Third Side: Why We Fight and How We Can Stop. Penguin Books. ISBN 978-0-14-029634-1.
- Ventura, Jesse (2000). I Ain't Got Time to Bleed: Reworking the Body Politic from the Bottom Up. New York: Signet. ISBN 0451200861.
- Wexler, David B.; Winick, Bruce, eds. (2003). Judging in a Therapeutic Key: Therapeutic Justice and the Courts. Carolina Academic Press. ISBN 978-0-89089-408-8.
- Whitman, Christine Todd (2005). It's My Party, Too: The Battle for the Heart of the GOP and the Future of America. The Penguin Press, Chap. 7 ("A Time for Radical Moderates"). ISBN 978-1-59420-040-3.

### 2010년대의 책
- Brock, H. Woody (2012). American Gridlock: Why the Right and Left Are Both Wrong. John Wiley & Sons. ISBN 978-0-470-63892-7.
- Clegg, Nick (2017). Politics: Between the Extremes, international edition. Vintage. ISBN 978-1-78470-416-2.
- Edwards, Mickey (2012). The Parties Versus the People: How to Turn Republicans and Democrats Into Americans. Yale University Press. ISBN 978-0-300-18456-3.
- Friedman, Thomas; Mandelbaum, Michael (2011). That Used to be Us: How America Fell Behind in the World It Invented and How We Can Come Back. Picador. ISBN 978-0374288907.
- Huntsman Jr., John, editor (2014). No Labels: A Shared Vision for a Stronger America. Diversion Books. ISBN 978-1-62681-237-6.
- Macron, Emmanuel (2017). Revolution. Scribe Publications. ISBN 978-1-925322-71-2.
- Orman, Greg (2016). A Declaration of Independents: How we Can Break the Two-Party Stranglehold and Restore the American Dream. Greenleaf Book Group Press. ISBN 978-1-62634-332-0.
- Pearson, Noel (2011). Up From the Mission: Selected Writings. Black Inc. 2nd ed. Part Four ("The Quest for a Radical Centre"). ISBN 978-1-86395-520-1.
- Salit, Jacqueline S. (2012). Independents Rising: Outsider Movements, Third Parties, and the Struggle for a Post-Partisan America. Palgrave Macmillan. ISBN 978-0-230-33912-5.
- Trudeau, Justin (2015). Common Ground. 하퍼콜린스. ISBN 978-1-4434-3338-9.
- Whelan, Charles (2013). The Centrist Manifesto. W. W. Norton & Company. ISBN 978-0-393-34687-9.
- White, Courtney (2017). Grassroots: The Rise of the Radical Center and The Next West. Dog Ear Publishing. ISBN 978-1-4575-5431-5.

### 선언문
- "Road to Generational Equity" – 팀 페니, 리처드 램, 폴 송가스 (1995). Retrieved 2 October 2012.
- "An Invitation to Join the Radical Center" – 게리 폴 나브한, 코트니 화이트, 외 18명 (2003). Retrieved 24 October 2017.
- "Ground Rules of Civil Society: A Radical Centrist Manifesto" – 어니스트 프라바카르 (2003). Retrieved 6 January 2019.
- "Ten Big Ideas for a New America" – 뉴 아메리카 재단 (2007). Retrieved 25 July 2018.
- "The Liberal Moment" – 닉 클레그 (2009). Retrieved 2 October 2012.
- "Depolarizing the American Mind" – 스티브 매킨토시와 카터 핍스 (2014). Retrieved 31 December 2016.
- "An Ecomodernist Manifesto" – 테드 노르드하우스 외 17명 (2015). Retrieved 12 August 2018.
- "Real Change" – 쥐스탱 트뤼도의 캐나다 자유당 강령 (2015). Retrieved 20 October 2017.
- "Radix: Think Tank for the Radical Centre" – 데이비드 보일 외 (2016). Retrieved 26 January 2019.
- "Rough Guide to Manifesto of Macron" – 에마뉘엘 마크롱, 로이터 편집 (2017). Retrieved 15 October 2017.
- "Unlocking the Climate Puzzle" – 기후 리더십 협의회를 위한 테드 핼스테드 (2017). Retrieved 25 July 2018.
- "California for All" – 마이클 셸렌버거 (2018). Retrieved 12 August 2018.
- "The Center Can Hold: Public Policy for an Age of Extremes" – 니스카넨 센터 (2018). Retrieved 26 January 2019.

### 단체
- 케이프 요크 연구소 – 호주 싱크탱크
- 데모스 – 영국 싱크탱크
- 뉴 아메리카 – 미국 싱크탱크
- 노 레이블스 – 미국 정치 단체
- 공통 기반 찾기 – 글로벌 대화

### 의견 웹사이트
- 존 애블런: 추천 칼럼 – 존 애블런
- 매트 밀러: 아카이브 – 매트 밀러
- 마이클 린드 기사 – 마이클 린드
- 급진적 중도 뉴스레터 – 마크 새틴